# Verrallina andamanensis
Verrallina andamanensis är en tvåvingeart som beskrevs av Edwards 1922. Verrallina andamanensis ingår i släktet Verrallina och familjen stickmyggor. Inga underarter finns listade i Catalogue of Life.